# Megamasso
Megamasso (jap. メガマソ Megamaso) – japoński zespół spod nurtu visual kei. Został utworzony przez byłego gitarzystę Ayabie, Ryōhei. Razem z Inzargi (wokal), Yuuta (perkusja) oraz Gou (bass) stworzyli zespół (wytwórnia: NXSIE Records).
Pierwszy mini-album, Namida Neko, został wydany 6 grudnia. Ich pierwszy występ na żywo miał miejsce w Shibuya O-East 16 grudnia, gdzie zagrali nieopublikowane utwory, które później zostały włączone do drugiego mini-albumu – Kai no Me Tou no Zokuryou. Koncert również był filmowany; Mega-star Tokyo został wydany 21 lutego.
Megamasso 21 marca wydał swój pierwszy album, Yuki Shitatari Hoshi, natomiast ich pierwszy singel, Hoshi Furi Machi Nite, został wydany 6 czerwca. Wkrótce potem Yuuta zdecydował się opuścić zespół, ponieważ nie podobał mu się ich muzyczny styl.
lunch box M4, kompilacja DVD zawierająca wszystkie dotychczas opublikowane PV, została wydana 18 lipca.

## Skład
- Ryōhei (涼平) – gitara, kompozytor, teksty
- Inzargi (インザーギ) – wokal
- Gou – bass

### Byli członkowie
- Yuuta (優太) – perkusja

## Dyskografia

### Mini-albumy
- Namida Neko (涙猫; 6 grudnia 2006)

1. Namida Neko (涙猫)
2. Goshiki Tooru Ten Mazochii (伍式融天マゾチー)
3. Daashaa Do Jin no Odori (ダーシャード人の踊り)
4. a morning ray is cold.
5. Sasukuwacchiranka (サスクワッチランカー)
6. Shibou no Katamari (脂肪の塊)
- Kai no Me Tou no Zokuryou (櫂の目塔の属領; 24 stycznia 2007)

1. The majority loves KILLSTAR
2. Full NELSON 2nd Attack
3. METEO
4. Mothermage=bounce
5. Tou wa Kouyou Suru. (塔は高揚する。)
6. Yoru, Sakana, Kaze, Tsurarina (よる、さかな、かぜ、つらりな)
7. Umibe ga Chikai Tame, Sabitsuki Yasui Mono wa
Jikomi Shite wa Naranai. (海辺が近いため、錆び付きやすいも
のは持込してはならない。)
8. Dream to Secret Room (ドリムトシクレトルム)

### Albumy
- Yuki Shitatari Hoshi (ゆきしたたりほし{通常盤}; 21 marca 2007)

1. Shingetsu No Mizutamari Yori (新月の水たまりより)
2. Throne Angel (トローネエンゼル)
3. FM1
4. Buranko (鞦韆)
5. number MIDI.
6. Tenrankai no Neriori (展覧会のネリオリ)
7. BULLET SONG
8. Yawarakai Koushou, Shinkai (柔らかい鉱床、深海)
9. Paradiso Halo (パラディサヘイロー)
10. Laughter at lump of flesh
11. Mandrake Usagi Konagusuri (マンドレイクウサギコナグスリ)

### Single
- Hoshi Furi Machi Nite (星降町にて; 6 czerwca 2007)

1. Hoshi Furi Machi Nite (星降町にて)
2. sdot initial value
3. Sanmanganjin (サマンガンジン)
4. Imomushi no Nushi (芋虫の主)
- LIPS (15 sierpnia 2007)

1. LIPS
2. Buruubuinekku Japan (ブルーブイネックジャパン)
3. In Pinkey Jelly tonight
4. Nijuu Rokunin no Bouzu to Hitori no Ama (二十六人の坊主と一人の尼)
- Kiss Me Chu Chu (キスミイチュチュ; 20 lutego 2008)

1. Kiss Me Chu Chu (キスミイチュチュ)
2. Osare Cat Showbiz (ヲサレキャットショウビズ)
3. Kiss Me Chu Chu (Inzargi less version) [キスミイチュチュ (インザーギチューless ver.)]
- Beautiful Girl (ビューティフルガール; 6 sierpnia 2008)

1. Beautiful Girl (ビューティフルガール)
2. Mitsu to ga (蜜と蛾)
3. Shakunetsu taiyou (灼熱太陽)
- white,white (24 września 2008)

1. white, white
2. Shizuka na hoshi shizuka na hitobito (しずかなほし しずかなひとびと)
3. Fukan no tsubasa (俯瞰の翼)
- BLESS (25 marca 2009)

1. BLESS
2. Hadairo (肌色)
3. Kikaika hito Madison no tomodachi (機械化人マディソンの友達)

### DVD
- Mega-star Tokyo (21 lutego 2007)

DVD
1. Namida Neko (涙猫)
2. Goshiki Tooru Ten Mazochii (伍式融天マゾチー)
3. Full NELSON 2nd Attack
4. Daashaa Do Jin no Odori (ダーシャード人の踊り)
5. a morning ray is cold
6. Umibe ga Chikai Tame, Sabitsuki Yasui Mono wa
Jikomi Shite wa Naranai. (海辺が近いため、錆び付きやすいも
のは持込してはならない。)
7. Tou wa Kouyou Suru. (塔は高揚する。)
8. Sasukuwacchiranka (サスクワッチランカー)
9. METEO
10. Viper (バイパー)
11. Shibou no Katamari (脂肪の塊)
EN1. The majority loves KILLSTAR.
EN2. New Romance (ニューロマンサー)
CD
1. Paradiso Halo (パラディサヘイロー)
2. TRAUM
- lunch box M4 (18 lipca 2007)

1. Namida Neko (涙猫)
2. Dream to Secret Room (ドリムトシクレトルム)
3. Throne Angel (トローネエンゼル)
4. Hoshi Furi Machi Nite (星降町にて)
5. Imomushi no Nushi (芋虫の主)